# AVN Award for Best Non-Sex Performance
L'AVN Award for Best Non-Sex Performance è un premio pornografico assegnato all'attore o all'attrice non partecipante ad un rapporto sessuale votato come migliore dalla AVN, l'ente che assegna gli AVN Awards, riconosciuti come i migliori premi del settore (paragonabile al Premio Oscar).
Come per gli altri premi, viene assegnato nel corso di una cerimonia che si svolge a Las Vegas, solitamente nel mese di gennaio, dal 1989.

## Vincitrici e candidate

### Anni 1980
| Anno | Vincitrice | Titolo        |
| ---- | ---------- | ------------- |
| 1989 | Jose Duval | The Pillowman |

### Anni 1990
| Anno | Vincitrice      | Titolo                               |
| ---- | --------------- | ------------------------------------ |
| 1990 | Nick Random     | True Love                            |
| 1991 | Jose Duval      | Oh What A Night                      |
| 1992 | Carl Esser      | On Trial                             |
| 1993 | J. B.           | The Dirty Little Mind of Martin Fink |
| 1994 | Jonathan Morgan | Haunted Nights                       |
| 1995 | E.Z. Ryder      | Erotika                              |
| 1996 | Veronica Hart   | Nylon                                |
| 1997 | Scotty Schwartz | Silver Screen Confidential           |
| 1998 | Jamie Gillis    | New Wave Hookers 5                   |
| 1999 | Robert Black    | The Pornographer                     |

### Anni 2000
| Anno | Vincitrice      | Titolo          |
| ---- | --------------- | --------------- |
| 2000 | Anthony Crane   | Double Feature! |
| 2001 | Rob Spallone    | The Sopornos    |
| 2002 | Paul Thomas     | Fade to Black   |
| 2003 | Tina Tyler      | The Ozporns     |
| 2004 | Allen Rene      | Opera           |
| 2005 | Mike Horner     | The Collector   |
| 2006 | William Margold | Dark Side       |
| 2007 | Bryn Pryor      | Corruption      |
| 2008 | Eli Cross       | Upload          |
| 2009 | Nina Hartley    | Bewitched XXX   |

### Anni 2010
| Anno | Vincitrice       | Titolo                                          |
| ---- | ---------------- | ----------------------------------------------- |
| 2010 | Thomas Ward      | Not the Cosbys XXX                              |
| 2011 | James Bartholet  | Not Charlie's Angels XXX                        |
| 2012 | James Bartholet  | The Rocki Whore Picture Show: A Hardcore Parody |
| 2013 | James Bartholet  | Not The Three Stooges XXX                       |
| 2014 | Kyle Stone       | Hotel No Tell                                   |
| 2015 | Christian Mann   | Voracious: Season 2                             |
| 2016 | Christopher Ryan | Marriage 2.0                                    |
| 2017 | Nyomi Banxxx     | Suicide Squad XXX: An Axel Braun Parody         |
| 2018 | Kyle Stone       | Conflicted                                      |
| 2019 | Kyle Stone       | Never Forgotten                                 |

### Anni 2020
| Anno | Vincitrice              | Titolo                         |
| ---- | ----------------------- | ------------------------------ |
| 2020 | Wolf Hudson Misty Stone | Teenage Lesbian Love Emergency |
| 2021 | Angela White            | Fertile                        |
| 2022 | Derrick Pierce          | Casey: A True Story            |
| 2023 | Misty Stone             | Love, Sex & Music              |
| 2024 | Julia Ann               | Privilege                      |
| 2025 | Tommy Pistol            | Amuse Buche                    |